# Eero Erkko
Eero Erkko (né le 18 mai 1860 à Orimattila – mort le 14 octobre 1927 à Helsinki) est un homme de presse et homme politique finlandais,.

## Biographie
Eero Erkko est militant actif de l'organisation secrète Kagaali qui s'oppose à la russification de la Finlande.

### Famille
Eero Erkko est l'époux de Maissi Erkko, le frère de Juhana Heikki Erkko, le père d'Eljas Erkko et le grand-père d'Aatos Erkko.

### Homme de presse
En 1889, Eero Erkko est un membre fondateur du journal Päivälehti.
Il en est rédacteur en chef de 1890 à 1899.
IL devient ensuite rédacteur en chef d'Helsingin Sanomat de 1908 à 1918 puis de 1920 à 1927.
Leurs descendants sont toujours les actionnaires majoritaires du groupe Sanoma OY.

### Carrière politique
Eero Erkko est membre du comité central de l’organisation Kagaali.
Durant les premières années de la Finlande indépendante il est député du parti jeune finnois et ministre.
Du 27 novembre 1918 au 17 avril 1919, il est ministre des Affaires sociales.
Du 17 avril 1919 au 15 août 1919, il est ministre des Transports et des Travaux publics.
Du 15 août 1919 au 15 mars 1920, il est ministre du Commerce et de l'Industrie.
Il est député de la Diète de Finlande de 1894 à 1900 puis de 1905 à 1906; puis du Parlement de Finlande de 1907 à 1919, représentant du parti jeune finnois jusqu'en 1918 et du Parti progressiste national de 1918 à 1919.

## Traducteur
Eero Erkko a aussi réalisé les premières traductions de livres d'Émile Zola en 1888.

## Ouvrages
- (fi) Émile Zola (trad. Eero Erkko), Neljä päivää Jean Gourdonin elämästä [« Jean Gourdon »]
- (fi) Émile Zola (trad. Eero Erkko), Taistelu myllyn luona [« L'Attaque du moulin »]
- (fi) Émile Zola (trad. Eero Erkko), Työnlakkautus [« Travail. »]